# Колібрі-шпилькодзьоб
Колі́брі-шпилькодзьо́б (Opisthoprora euryptera) — вид серпокрильцеподібних птахів родини колібрієвих (Trochilidae). Мешкає в Андах. Це єдиний представник монотипового роду Колібрі-шпилькодзьоб (Opisthoprora).

## Опис
Довжина птаха становить 10-11 см, вага 5,8-6,6 г. Верхня частина тіла бронзово-зелена, блискуча, голова і потилиця контрастно мідні. За очима невеликі білі плямки. Нижня частина тіла білувата, сильно поцяткована білими плямками, на горлі і грудях вони формують зелені смуги. Нижня частина живота і гузка охристі. Хвіст відносно широкий, центральні стернові пера бронзово-зелені, крайні стернові пера синювато-чорні з вузькими білуватими кінчиками. Дзьоб короткий, довжиною 13 мм, на кінці дещо вигнутий догори.

## Поширення і екологія
Колібрі-шпилькодзьоби мешкають в горах Центрального хребта Колумбійських Анд і на східних схилах Анд в Еквадорі і Перу. Вони живуть у вологих гірських тропічних лісах і карликових лісів, на узліссях і галяивнах та у високогірних чагарникових заростях. В Колумбії зустрічаються на висоті від 2600 до 3600 м над рівнем моря, в Еквадорі на висоті від 2400 до 3200 м над рівнем моря, в Перу на висоті від 2700 до 3200 м над рівнем моря. Ведуть переважно осілий спосіб життя.
Колібрі-шпилькодзьоби живляться нектаром квітів з невеликими, трубкоподібними віночками, зокрема нектаром Centropogon з родини дзвоникових, а також комахами, яких ловлять в польоті. Шукають їжу на висоті до 3 м над землею. Під час живлення нектаром птахи зависають в польоті або чіпляються лапами за суцвіття.